# Amblyceps caecutiens
Amblyceps caecutiens är en fiskart som beskrevs av Blyth, 1858. Amblyceps caecutiens ingår i släktet Amblyceps och familjen Amblycipitidae. IUCN kategoriserar arten globalt som otillräckligt studerad. Inga underarter finns listade i Catalogue of Life.